# 2035
2035 (MMXXXV) е обикновена година, започваща в понеделник според григорианския календар. Тя е 2035-ата година от новата ера, тридесет и петата от третото хилядолетие и шестата от 2030-те.
Съответства на:
- 1484 година по Арменския календар
- 6786 година по Асирийския календар
- 2986 година по Берберския календар
- 1397 година по Бирманския календар
- 2579 година по Будисткия календар
- 5795 – 5796 година по Еврейския календар
- 2027 – 2028 година по Етиопския календар
- 1413 – 1414 година по Иранския календар
- 1456 – 1457 година по Ислямския календар
- 4731 – 4732 година по Китайския календар
- 1751 – 1752 година по Коптския календар
- 4368 година по Корейския календар
- 2788 години от основаването на Рим
- 2578 година по Тайландския слънчев календар
- 124 година по Чучхе календара